# برايان روبرتس (لاعب كرة قدم أسترالي)
برايان روبرتس (بالإنجليزية: Brian Roberts)‏ هو لاعب كرة قدم أسترالية ولاعب كرة قدم أسترالي، ولد في 28 أبريل 1946 في بارنسلي في المملكة المتحدة، وتوفي في 6 أغسطس 2016. لعب مع سيدني سوانز.

## وصلات خارجية
- برايان روبرتس على موقع AustralianFootball.com (الإنجليزية)
- برايان روبرتس على موقع AFLtables.com (الإنجليزية)